# مسجد معز الدين
مسجد معز الدين (بالفارسية: مسجد معزالدین) هو مسجد تاريخي يعود إلى عصر السلالة الصفوية، ويقع في مراغة.